# آلیسیا ریو
آلیسیا ریو (انگلیسی: Alicia Rio؛ زاده ۱۶ فوریهٔ ۱۹۷۰) یک بازیگر پورنوگرافی اهل ایالات متحده آمریکا است.